# シャルリュー
シャルリュー （Charlieu）は、フランス、オーヴェルニュ＝ローヌ＝アルプ地域圏、ロワール県のコミューン。

## 地理
ロアンヌから約20分、サンテティエンヌとリヨンからは約一時間半の距離にある。

## 由来
シャルリューの町について初めて言及されたのは827年、Caroli Locus（カールの土地を意味する。おそらくカロリング朝時代発祥であることを意味している）としてである。フランス革命時代にはChallierと改名させられていた。

## 歴史
ヴァランス司教ラトベールによってつくられたシャルリュー修道院は、932年よりクリュニー修道院の影響下に入った。946年に修道院はサンテティエンヌの庇護下にあった。修道院は1100年にローマ教皇パスカリス2世によって小修道院に落とされている。
豊かな都市には、多くの場合、職人や商人、羊毛職人が集まって暮らしていた。12世紀、都市のブルジョワたちによって聖フィリベールに捧げられた教区教会が建てられた。
1210年、フィリップ尊厳王はシャルリューを手に入れ、王領の飛び地とし、実際にすぐ防衛が強化された。
15世紀、シャルリューはアルマニャック派とブルゴーニュ派の対立の間重要な役割を担った。この時代は道路交通が都市から離れた時期にあたり、都市の成長が停滞していた。都市は1827年に絹織物の製造が導入されたことで開発が再開された。
この豊かな歴史から、町は黄色い石でできた住宅を多数保存している。石はサン・ドニ・ド・カバンヌの採石場から持ち込まれ（13世紀）、14世紀から15世紀にはルネサンス様式か古典様式で、絵のように美しいハーフティンバー住宅に使われた。

## 人口統計
| 1962年 | 1968年 | 1975年 | 1982年 | 1990年 | 1999年 | 2009年 | 2014年 |
| ------ | ------ | ------ | ------ | ------ | ------ | ------ | ------ |
| 4911   | 4923   | 4789   | 4322   | 3727   | 3582   | 3680   | 3700   |

参照元:1962年から1999年までは複数コミューンに住所登録をする者の重複分を除いたもの。それ以降は当該コミューンの人口統計によるもの。1999年までEHESS/Cassini、2006年以降INSEE。

## ギャラリー
- サン・フォルテュネ修道院 - ベネディクト会派。
- コルドリエ会修道院
- サン・フィリベール教会

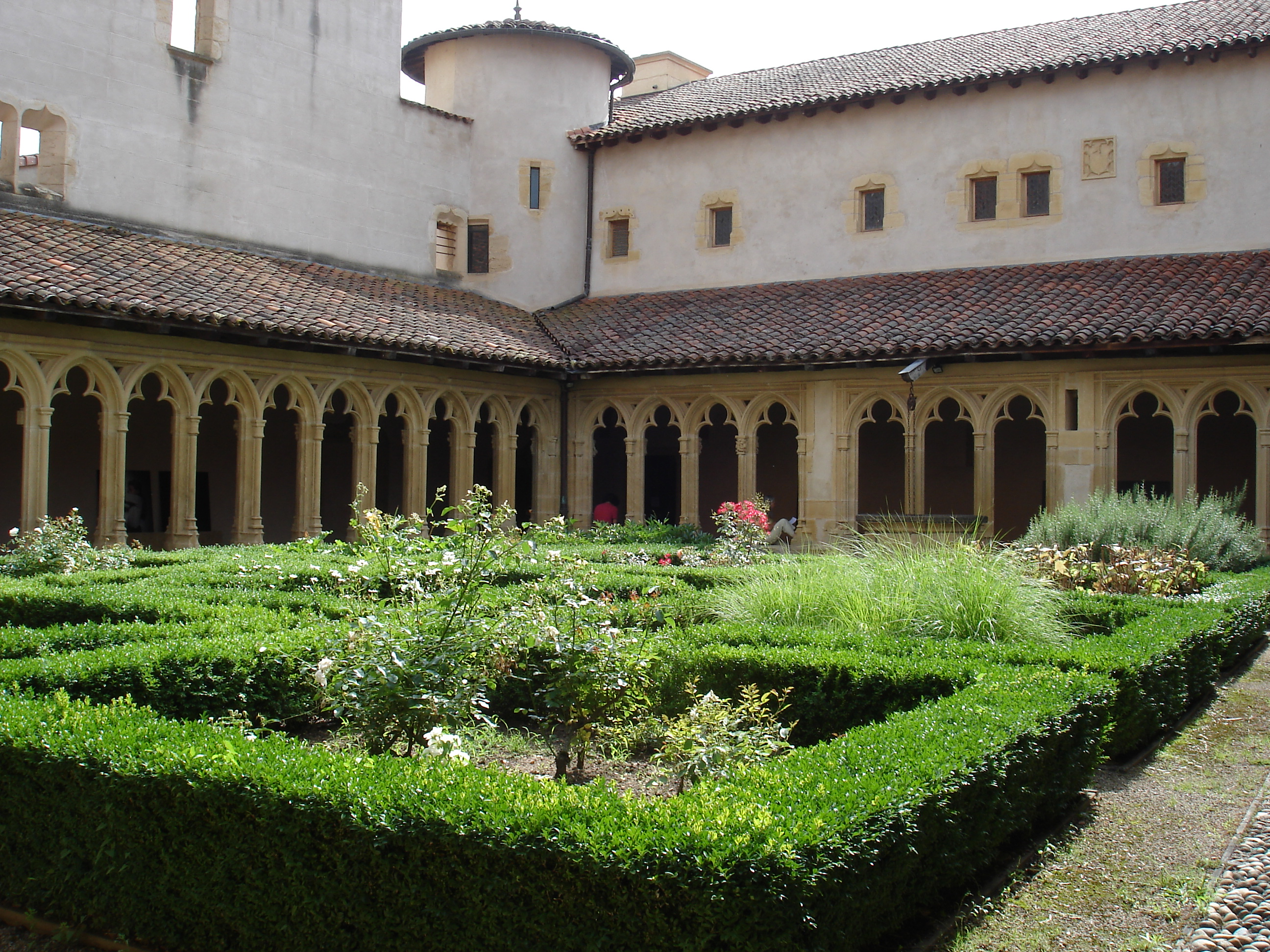
サン・フォルテュネ修道院
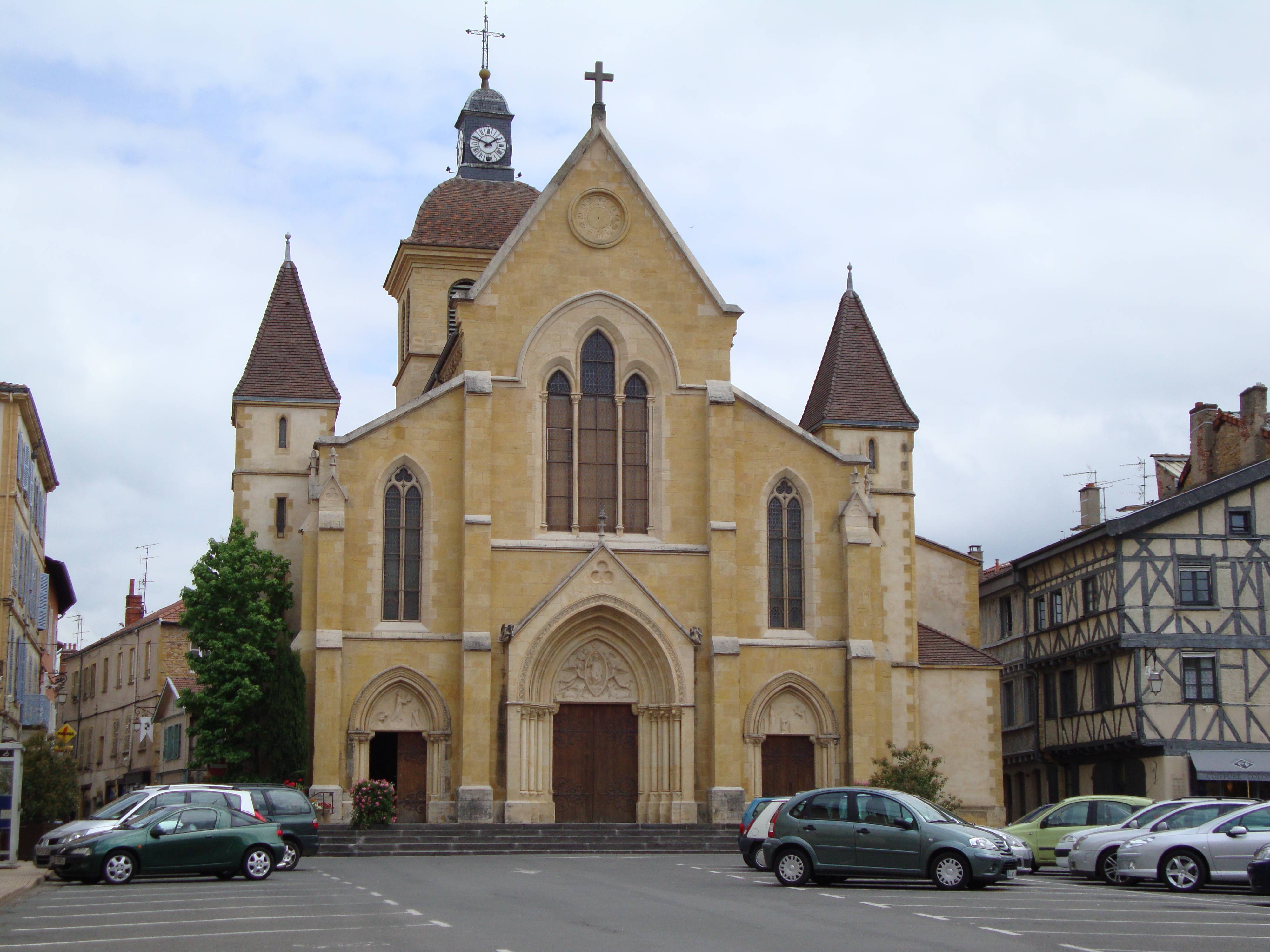
サン・フィリベール教会
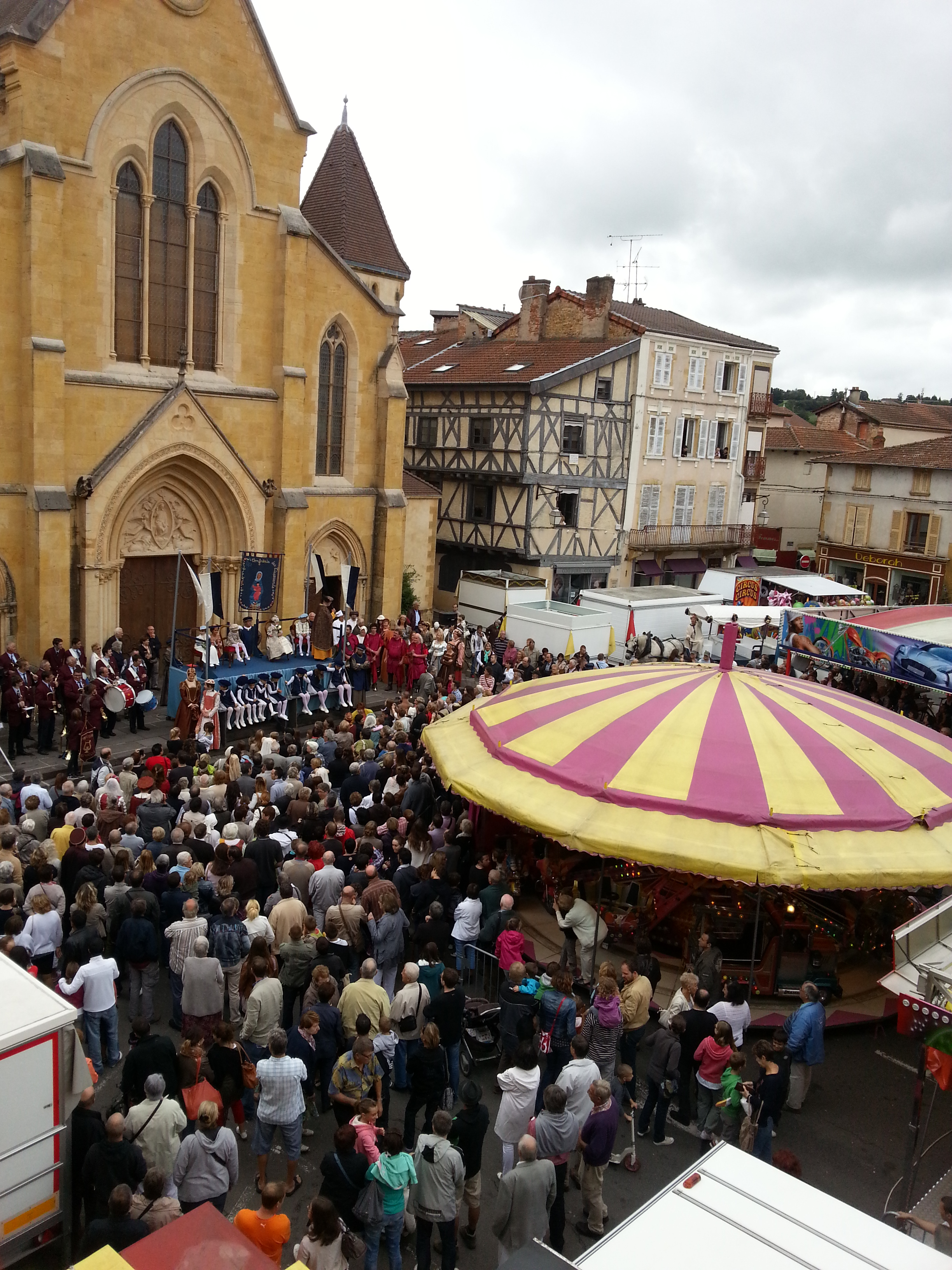
ソワリー祭り
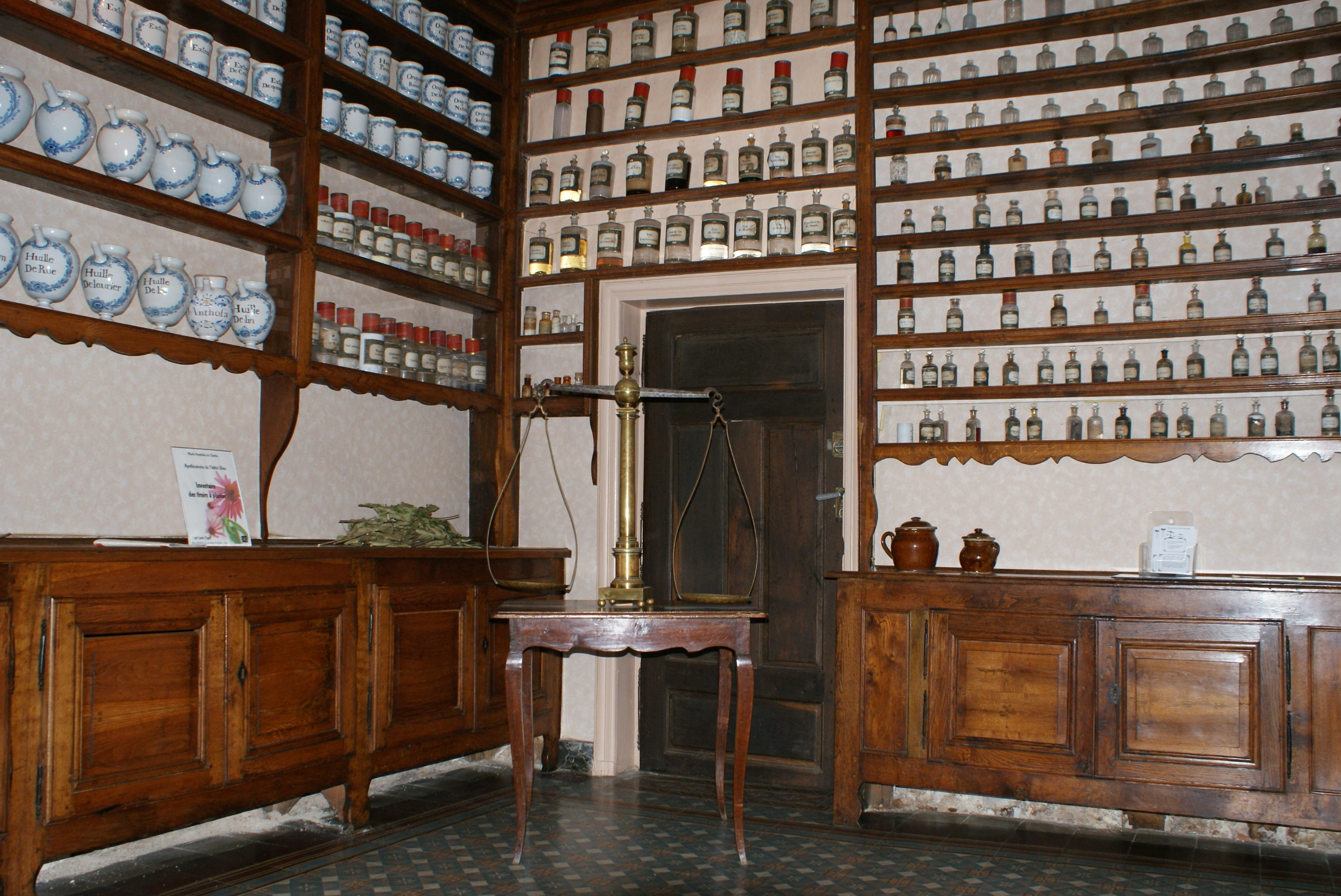
病院博物館付属の薬局
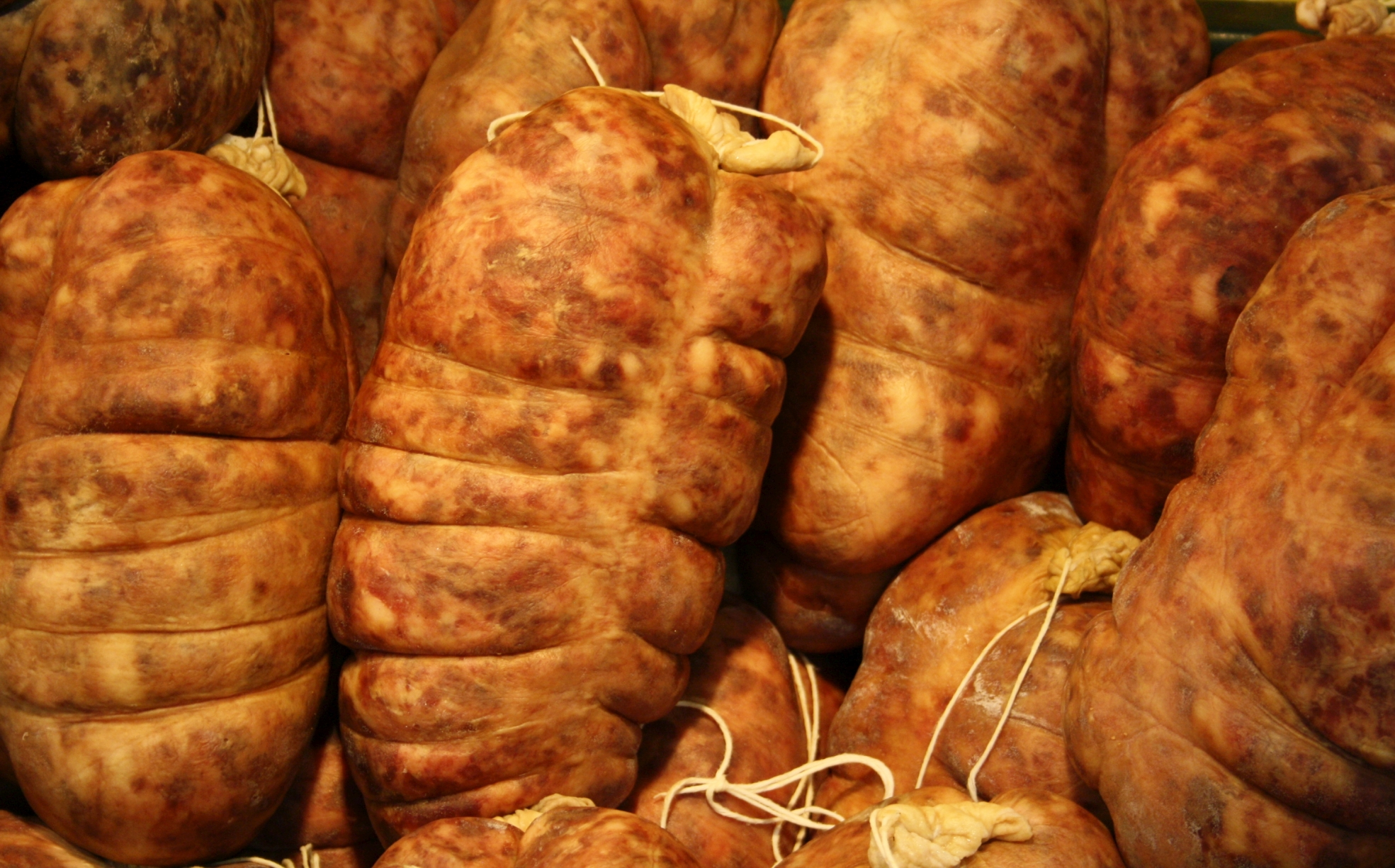
シャルリューのアンドゥイエ（臓物入り腸詰）

## 姉妹都市
- ケイン、イギリス